# Iñigo Vidondo
Iñigo Vidondo Fernandez de Larrinoa (Vitoria-Gasteiz nabij Bilbao, 23 april 1989) is een Spaans langebaanschaatser.

## Biografie
Vidondo begon als inliner waar hij tweemaal brons op het EK won en een keer vijfde werd op de punten-afvalkoers bij het WK. In 2012 stapte hij op aanraden van Marcello Bressin over op de schaats om zo deel te kunnen nemen aan de Olympische Spelen op de 1500 meter in Pyeongchang. Sinds seizoen 2015/2016 maakt hij deel uit van de Kia Speed Skating Academy van Marnix Wieberdink. Sinds voorjaar 2015 traint Vidondo in Calgary bij Abby Ennis, een coach die onder meer sprinters als Jordan Belchos onder zijn hoede heeft. Op 9 januari 2016 debuteert hij als allrounder op het EK Allround in Minsk.

### Spaanse records
Toen Vidondo op het ijs stapte stonden alle Spaanse records op naam van Asier Peña Iturria. Op 15 februari 2014 pakte Vidondo zijn eerste Spaans record op de 500 meter in Inzell. Een dag later volgde de 1500 meter. In het najaar volgden de 1000 en 3000 meter, en weer een jaar later ook de 5000 meter. Vidondo reed echter geen 10 kilometer, waardoor dat record nog in handen van Peña Iturria is. Vidondo bleef zich verbeteren, tot in zijn laatste actieve seizoen.
Op 6 oktober 2019 verbrak Nil Llop in Heerenveen het Spaanse record op de 500 meter, en op 7 februari 2020 was hij in Calgary ook op de 1000 meter sneller dan Vidondo.

## Persoonlijke records
| Afstand    | Tijd    | Datum             | Baan    |
| ---------- | ------- | ----------------- | ------- |
| 500 meter  | 0 36,82 | 6 januari 2018    | Calgary |
| 1000 meter | 1.11,04 | 2 december 2017   | Calgary |
| 1500 meter | 1.48,39 | 25 november 2016  | Calgary |
| 3000 meter | 3.51,74 | 7 november 2015   | Calgary |
| 5000 meter | 6.36,30 | 16 september 2017 | Calgary |

## Resultaten
| Jaar | EK Allround             | Wereldbeker                     |
| ---- | ----------------------- | ------------------------------- |
| 2015 |                         | 0p 5k/10k                       |
| 2016 | NC19 (20e, 21e, 18e, -) | 0p 5k/10k                       |
| 2017 |                         | 0p 1000m 0p 1500m 0p massastart |
| 2018 |                         | 0p 1000m 0p 1500m               |

0p = wel deelgenomen, maar geen punten behaald